# Šotor
Šotor je bivališče, običajno začasno, ki omogoča bivanje v naravi.
Indijanci in nomadska ljudstva so največkrat bivali v šotorih. Danes se šotori uporabljajo za letovanje.
Izdelani so iz lahkih in seveda nepremočljivih umetnih snovi. Oblike so različne: stožec, polkrogla ali kar oblika podobna hiši.

## Zgodovina
Uporaba takšnih vrst zatočišč (s podpornimi okvirji in tkaninami) sega že stoletja nazaj. Uporabljali so jih že Grki, Rimljani, Perzijci itd., seveda pa so bili v tistih časih veliko bolj preprosti kot so šotori, ki jih poznamo danes. Včasih so za izdelavo začasne strehe nad glavo uporabili le veliko platno in podporne okvirje, katere so najpogosteje naredili kar na mestu, kjer so postavljali svoja začasna prebivališča. 
Tak način kampiranja so opustili na začetku sedemdesetih. Začeli so uporabljati močnejše materiale za okvirje – kovine.  Ko so razvili vzdržljive in prenosne okvirje,  so začeli uporabljati še kakovostnejša pregrinjala iz najlona in poliestra, kar sicer niso bili najboljši materiali na trgu , vendar so bili bolj trpežni v ekstremnih pogojih v primerjavi z najboljšimi materiali.
Nazadnje se je razvil šotor, kot ga poznamo danes. Namesto trdnih palic zvezanih skupaj v okvir, so začeli izdelovati okvir ki se lahko razstavi. Razvili so tudi kline, s katerimi se šotor pričvrsti na tla. Tako smo iz par skupaj zvezanih palic prekritih s platnom prišli do vzdržljivih okvirjev in materialov, ki nas zaščitijo pred različnimi vremenskimi vplivi.  

## Vrste
Poznamo več vrst šotorov. Za kampiranje so najbolj primerni kamp šotori, za pohodnike pohodniški šotori, saj so lahki in priročni, če potujemo z malo prtljage.  Tri-sezonski šotori so izdelani za nezahtevne vremenske razmere spomladi, poleti in jeseni (lahko tudi pozimi, vendar ob manj intenzivnih padavinah). Štiri-sezonski šotori so oblikovani in izdelani iz močnejših materialov ter so tako primerni tudi za močnejši veter, dež in sneg.  
Poznamo tudi različne velikosti šotorov – za eno osebo, za dve osebi, tri, štiri in več. Večji kot je šotor manj je primeren za zahtevnejše vremenske razmere, kot je močan veter, saj so takšni šotori po navadi tudi višji kot običajno.  Razmišljati je treba tudi o udobju in prostoru za prtljago, saj je v takem primeru treba kupiti večji šotor. 
V nekaterih državah imajo na določenih mestih prepoved intenzivnejših barv šotorov, da zmanjšajo vizualni učinek kampa. Najprimernejše so torej take barve, ki se 'zlijejo' z okoljem, kot sta rjava in zelena.  Lahko pa nam vpadljiva barva šotora reši življenje, saj nas tako lažje najdejo, če se izgubimo.  